# Svinský potok (přítok Stěnavy)
Svinský potok patří mezi významnější levostranné přítoky řeky Stěnavy v okrese Náchod v Královéhradeckém kraji. Délka toku činí 5,42 km. Plocha povodí je 12,68 km². Svinský potok bývá v některých případech též označován jako Benešovský potok.

## Průběh toku
Svinský potok pramení v Javořích horách na severovýchodním úpatí Bobřího vrchu (740 m n. m.), jihovýchodně od Janoviček, části obce Heřmánkovice, v nadmořské výšce 592 m, poblíž  cyklistické trasy č. 4002 a  žluté turistické stezky. Potok zprvu teče na západ, poté na začátku Janoviček, přibírá zprava krátký bezejmenný přítok a stáčí se vlevo jižním směrem do údolí při silnici č. 303, přičemž obtéká vrchol Růžek (635 m n. m.). V zalesněné části přibírá zleva další dva bezejmenné přítoky, dále pak v otevřené krajině napájí Černý rybník, poté opět zleva se do něho vlévá další bezejmenný přítok. V Olivětíně, části Broumova, se nad pivovarem od Svinského potoka odpojuje náhon, který naplňuje Pivovarský rybník. Svinský potok protéká intravilánem katastrálního území Benešov a krátce před vtokem do řeky Stěnavy protéká rovněž intravilánem katastrálního území Broumov. V nadmořské výšce 380 m ústí do řeky Stěnavy. Spád potoka na délce 5,42 km je 212 m.

## Správa vodního toku
Správcem Svinského potoka je státní podnik Lesy České republiky.

## Galerie

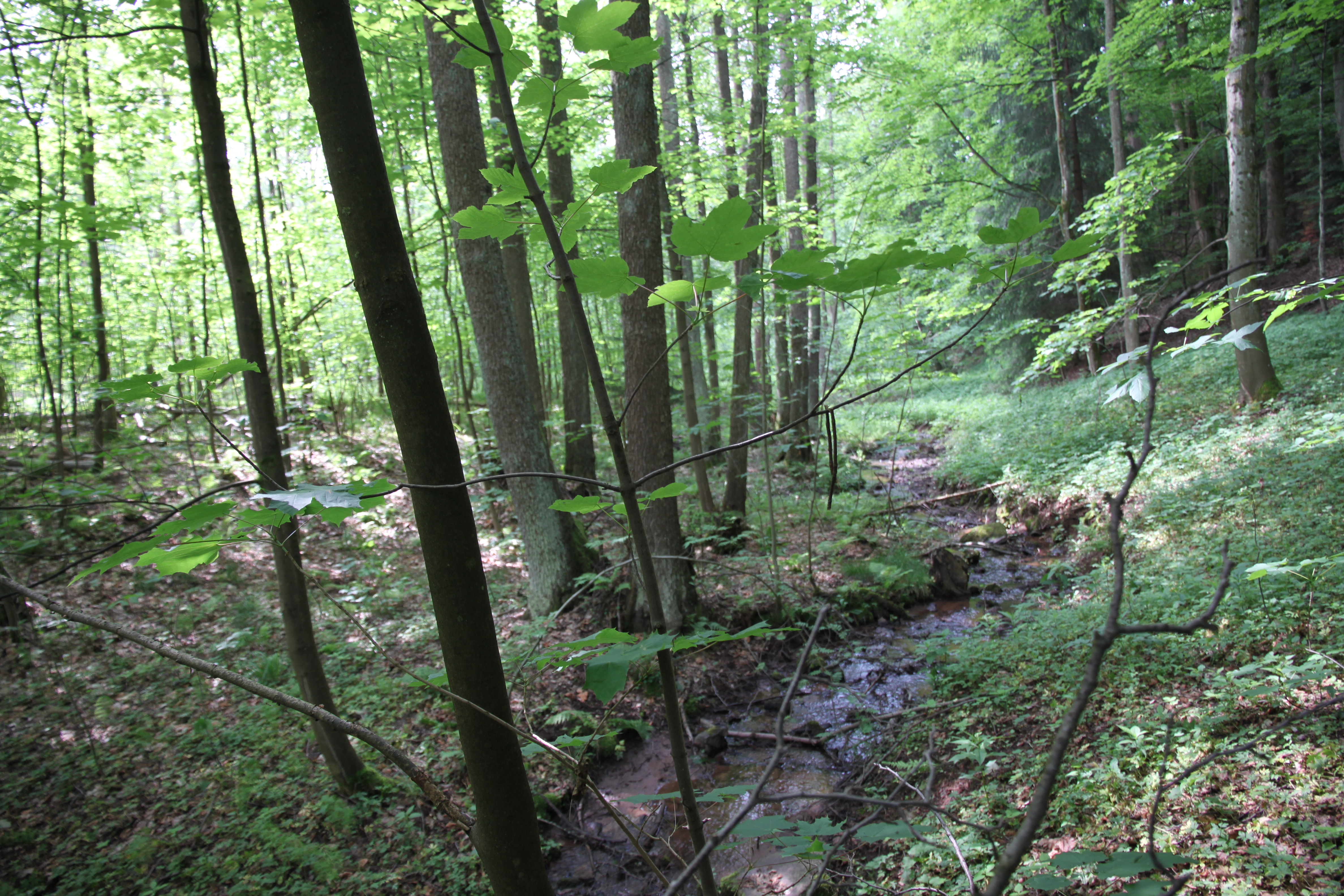
Svinský potok v Javořích horách
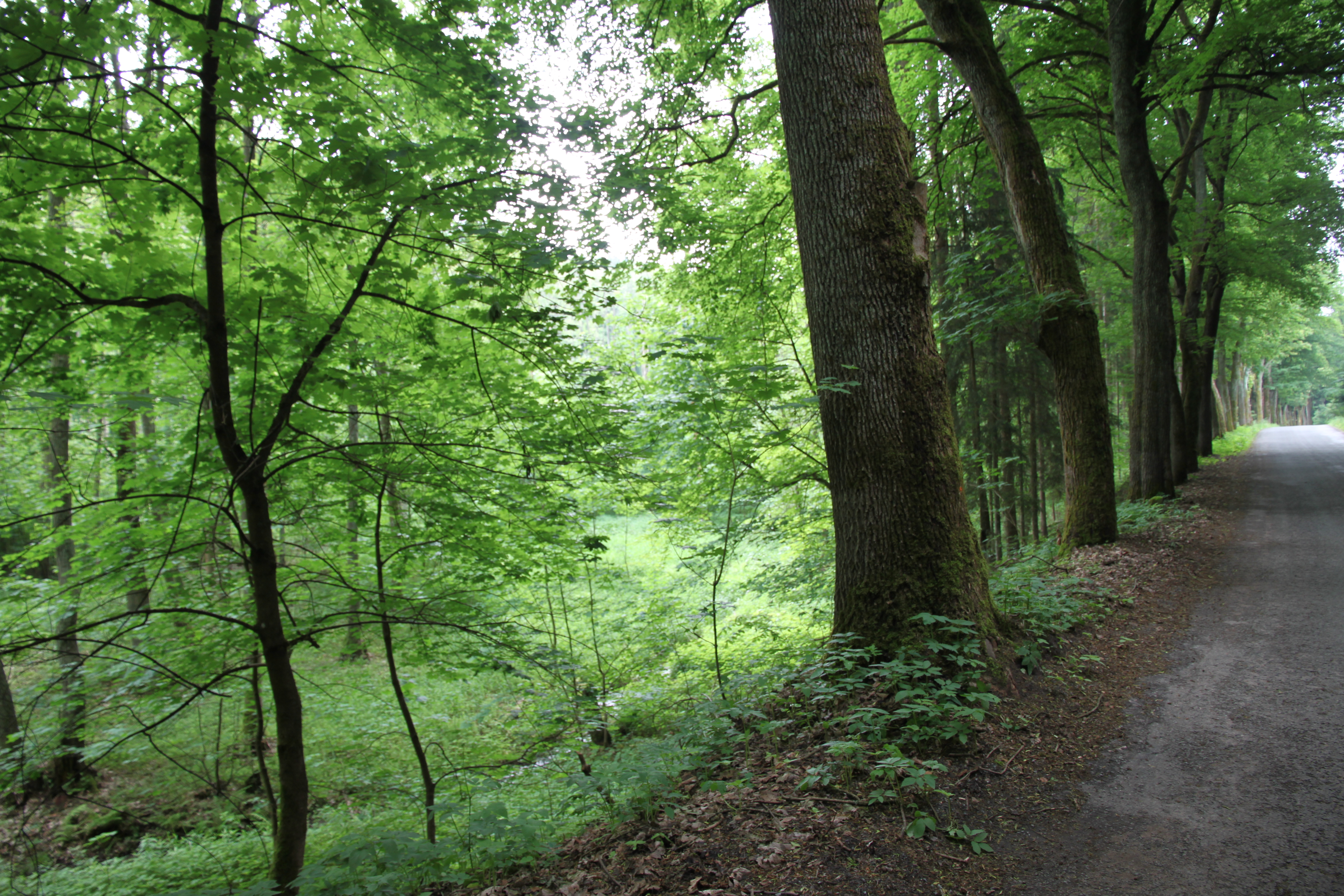
Údolí Svinského potoka
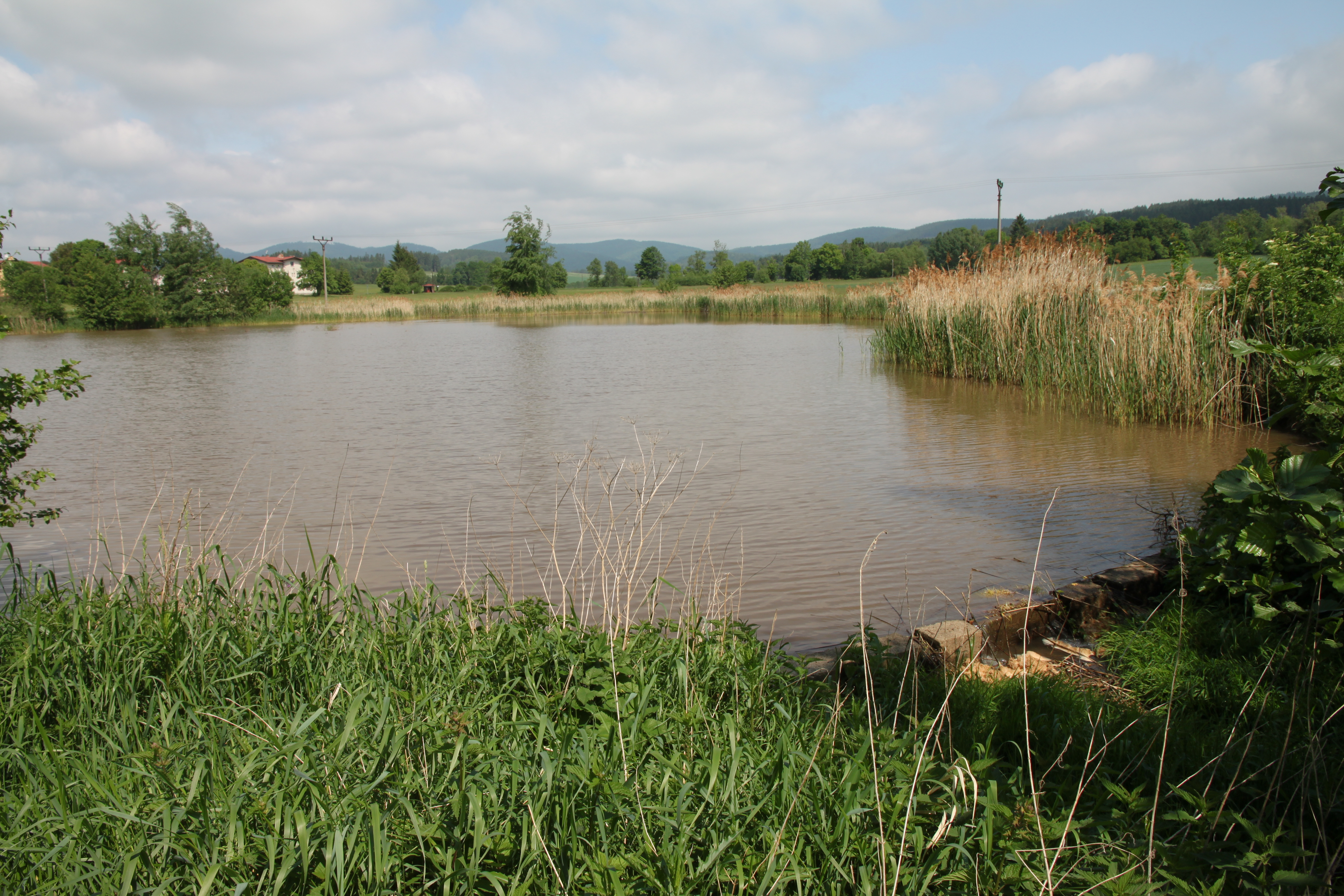
Černý rybník na Svinském potoce